# Indals IF
Indals IF, Indals Idrottsförening (IIF), är en svensk fotbollsklubb i Sundsvall, Västernorrlands län. 

## Om klubben
Indals IF Herr spelar för närvarande (2024) i Division 5 Medelpad, som är den femte nivån i svensk fotboll.  De spelar sina hemmamatcher på Härevallen i Indal, Sundsvall. Klubbens publikrekord är 175 personer i en match mot Torpshammars IF den 5 juni 2004. Indals IF är ansluten till Medelpads Fotbollförbund.
Indals IF har även en blommande ungdomsverksamhet.